# ایمره کواچ
ایمره کواچ (مجاری: Imre Kovács; ۲۶ نوامبر ۱۹۲۱ – ۹ مارس ۱۹۹۶) بازیکن فوتبال اهل مجارستان بود.
از باشگاه‌هایی که در آن بازی کرده‌است می‌توان به باشگاه فوتبال ام‌تی‌کی بوداپست اشاره کرد.
وی به‌همراه تیم ملی فوتبال مجارستان به مقام قهرمانی فوتبال در بازی‌های المپیک تابستانی ۱۹۵۲ و نایب قهرمانی جام جهانی فوتبال ۱۹۵۴ دست پیدا کرده‌است.